# Ma Ning
Ma Ning (ur. 14 czerwca 1979 roku w Fuxin) – chiński sędzia piłkarski. Od 2011 roku sędzia międzynarodowy.
Sędzia główny podczas Pucharu Azji 2019, Klubowych Mistrzostw Świata 2021 oraz Mistrzostw Świata 2022.

## Sędziowane mecze Pucharu Azji 2019
Na podstawie:
| Mecz          | Data       | Miejsce                         | Runda        | Wynik | Żółta kartka | Czerwona kartka |
| ------------- | ---------- | ------------------------------- | ------------ | ----- | ------------ | --------------- |
| Katar – Liban | 09.01.2019 | Hazza Bin Zayed Stadium, Al-Ajn | Faza grupowa | 2:0   | 2            | 0               |

## Sędziowane mecze Mistrzostw Świata 2022
Pomimo powołania od FIFA, sędzia nie był sędzią głównym w żadnym spotkaniu turnieju.